# Калуга (Саратовская область)
Калуга — село в Фёдоровском районе Саратовской области, в составе сельского поселения Калужское муниципальное образование. 
Население - 559 (2010)

## История
Первоначально известно как село Караман. Село Караман впервые обозначено на генеральной карте Оренбургского Края 1854 года. На карте Самарской губернии 1867 года обозначено как Караман (Калужский). По состоянию на 1890 год Калуга — волостное село Калужской волости Новоузенского уезда Самарской губернии. Согласно Списку населённых мест Самарской губернии 1910 года село населяли бывшие государственные крестьяне, русские, православные, всего 1202 мужчины и 1281 женщина. В селе имелись церковь, волостное правление, две школы, 10 ветряных мельниц, маслобойня
После образования АССР немцев Поволжья — в составе Фёдоровского кантона. Согласно переписи 1926 года в Калуге проживало 1923 жителя, из них немцев — 13. 28 августа 1941 года был издан Указ Президиума ВС СССР о переселении немцев, проживающих в районах Поволжья. Немецкое население АССР немцев Поволжья было депортировано. 
После ликвидации АССР немцев Поволжья село Калуга, как и другие населённые пункты Фёдоровского кантона было передано Саратовской области. До 2016 года село являлось центром Романовского муниципального образования. В 2016 году административный центр Калужского муниципального образования был перенесён в село Тамбовка.

## Физико-географическая характеристика
Село расположено в Низком Заволжье, в пределах Сыртовой равнины, относящейся к Восточно-Европейской равнине, на правом берегу реки Большой Караман, на высоте около 70-75 метров над уровнем моря. Рельеф местности равнинный, слабохолмистый. Почвы лугово-каштановые.
По автомобильным дорогам расстояние до районного центра рабочего посёлка Мокроус — 43 км, до областного центра города Саратов — 160 км. Ближайшие населённые пункты - село Тамбовка, расположенное в 4,4 км западнее Калуги, и село Чкалово, расположенное на противоположном берегу реки Большой Караман
Часовой пояс
Калуга, как и вся Саратовская область, находится в часовой зоне МСК+1. Смещение применяемого времени относительно UTC составляет +4:00.

## Население
Динамика численности населения
| 1859 | 1889 | 1897 | 1910 | 1926 | 1987 | 2002 |
| ---- | ---- | ---- | ---- | ---- | ---- | ---- |
| 1029 | 1690 | 1832 | 2483 | 1923 | ≈510 | 555  |

| 2002 | 2010 |
| ---- | ---- |
| 556  | ↗559 |